# Invalidità (previdenza professionale svizzera)
L'invalidità ai sensi della previdenza professionale in Svizzera è quella del cosiddetto secondo pilastro. Nell'ambito del campo obbligatorio fa riferimento all'invalidità ai sensi della LAI (primo pilastro). Quando esiste un'invalidità ai sensi della LAI, fondamentalmente ne esiste anche una ai sensi della previdenza professionale obbligatoria. Nel campo sopraobbligatorio gli istituti di previdenza professionale sono fondamentalmente liberi di definire autonomamente i presupposti e le prestazioni nei propri regolamenti.

## Invalidità nel campo obbligatorio

### Diritto alle prestazioni
Hanno diritto alle prestazioni obbligatorie di un istituto di previdenza professionale con prestazioni regolamentari le persone, che:
- a. ai sensi dell'AI sono invalide per lo meno al 40% ed erano assicurate presso un istituto di previdenza professionale con prestazioni regolamentari al momento in cui è sorta l'incapacità di lavoro la cui causa ha portato all'invalidità[1]. È necessario essere assicurati all'inizio dell'incapacità di lavoro, ma non è necessario esserlo al momento in cui inizia l'invalidità. D'altronde non ha diritto ad una prestazione d'invalidità della previdenza professionale chi è assicurato all'inizio dell'invalidità, ma non all'inizio dell'incapacità di lavoro[2]. 
Esempio: Il signor Campione ha incominciato a lavorare alla X SA il 1º febbraio 2004. Da questa data in poi è anche assicurato ai sensi della previdenza professionale alla cassa pensionati della X SA. Il 13 luglio 2008 subisce un incidente per cui diviene incapace di lavorare. Passati i 90 giorni di periodo d'interdizione di disdetta[3] il signor Campione viene licenziato il 15 ottobre 2008 sotto osservanza della legge e del contratto di lavoro per il 31 dicembre 2008[4]. Il 1º marzo 2009 il signor Campione viene assunto al 30% dalla Y S a.g.l.  e lavora lì fino al 30 settembre 2013. Contemporaneamente è anche assicurato ai sensi della previdenza professionale alla cassa pensionati della Y S a.g.l. Il 1º ottobre 2009 l'ufficio AI emana la decisione di dare una rendita di un quarto di invalidità del primo pilastro con un grado d'invalidità del 45%. Il signor Campione riceve dunque anche un quarto di rendita d'invalidità dalla cassa pensionati dalla X SA, dato che al momento in cui è diventato incapace di lavorare era assicurato lì. Il fatto che all'inizio dell'invalidità non era più assicurato lì, bensì alla cassa pensionati della Y S a.g.l. non è rilevante;
- b. in seguito ad un'infermità congenita presentavano un'incapacità al lavoro compresa fra il 20% ed il 40% all'inizio dell'attività lucrativa ed erano assicurate allorché l'incapacità al lavoro la cui causa ha portato all'invalidità si è aggravata raggiungendo almeno il 40%[5];
- c diventate invalide quando erano minorenni[6] presentavano un'incapacità al lavoro compresa fra il 20% ed il 40% all'inizio dell'attività lucrativa ed erano assicurate allorché l'incapacità al lavoro la cui causa ha portato all'invalidità si è aggravata raggiungendo almeno il 40%[7].

### Nascita del diritto alle prestazioni
Per la nascita del diritto alle prestazioni d'invalidità sono applicabili per analogia le pertinenti disposizioni della legge federale del 19 giugno 1959 sull'assicurazione per l'invalidità. L'istituto di previdenza può stabilire nelle sue disposizioni regolamentari che il diritto alle prestazioni sia differito fintanto che l'assicurato riscuote il salario completo.

### Ammontare della rendita d'invalidità  (rendita intera e parziale)
L'ammontare delle prestazioni d'invalidità obbligatoria che spetta all'assicurato dipende dal grado d'invalidità dell'AI:
- ottiene una rendita d'invalidità intera, chi è invalido per lo meno al 70% ai sensi dell'AI[10];
- ottiene i tre quarti di una rendita d'invalidità, chi è invalido per lo meno al 60% ai sensi dell'AI[11];
- ottiene mezza rendita d'invalidità chi è invalido per lo meno al 50% ai sensi dell'AI[12];
- ottiene un quarto di rendita d'invalidità chi è invalido per lo meno al 40% ai sensi dell'AI[13].

### Calcolo della prestazione d'invalidità
Il calcolo per la prestazione obbligatoria d'invalidità è il seguente:
Aliquota di conversione  * avere di vecchiaia
Viene applicata l'aliquota di conversione che vale per la rendita di vecchiaia obbligatoria all'età di 65 anni. Stato 1 gennaio 2015 si tratta del 6,8%.
L'avere di vecchiaia obbligatorio si compone di:
1. dell'avere di vecchiaia che l'assicurato ha acquisito sino alla nascita del diritto alla rendita d'invalidità[16];
2. della somma degli accrediti obbligatori di vecchiaia per gli anni mancanti fino al raggiungimento dell'età ordinaria di pensionamento, senza gli interessi. Gli accrediti di vecchiaia per gli anni mancanti sono calcolati sul salario coordinato dell'assicurato durante l'ultimo anno d'assicurazione nell'istituto di previdenza[17].

#### Esempio di una rendita d'invalidità intera
Il signor campione è nato il 1º marzo 1980. Dal 1997 lavora alla X SA. Secondo la disposizione definitiva dell'ufficio AI è incapace di lavorare a partire dal 1º giugno 2014 a causa di un danno alla salute psichica. Il salario e l'avere di vecchiaia del signor Campione si sono sviluppati come di seguito fino all'inizio del diritto alla prestazione d'invalidità:
| anno                                   | età in anni | salario     | limite inferiore del salario coordinato secondo la LPP | limite superiore del salario coordinato secondo la LPP | salario coordinato | accrediti di vecchiaia in percentuale del salario coordinato | accrediti di vecchiaia in CHF | interessi in percentuale dell'avere di vecchiaia | interessi in CHF | avere di vecchiaia in CHF |
| -------------------------------------- | ----------- | ----------- | ------------------------------------------------------ | ------------------------------------------------------ | ------------------ | ------------------------------------------------------------ | ----------------------------- | ------------------------------------------------ | ---------------- | ------------------------- |
| 1997                                   | 17          | CHF 6’000   | CHF 0                                                  | CHF 0                                                  | CHF 0              | CHF 0                                                        | CHF 0                         | 0%                                               | CHF 0            | CHF 0                     |
| 1998                                   | 18          | CHF 8’000   | CHF 23’880                                             | CHF 71’640                                             | CHF 0              | 0%                                                           | CHF 0                         | 0%                                               | CHF 0            | CHF 0                     |
| 1999                                   | 19          | CHF 10’000  | CHF 24’120                                             | CHF 72’360                                             | CHF 0              | 0%                                                           | CHF 0                         | 0%                                               | 0 CHF            | 0 CHF                     |
| 2000                                   | 20          | CHF 40’000  | CHF 24’120                                             | CHF 72’360                                             | CHF 15’880         | 0%                                                           | 0 CHF                         | 0%                                               | 0 CHF            | 0 CHF                     |
| 2001                                   | 21          | CHF 50’000  | CHF 24’720                                             | CHF 74’160                                             | CHF 25’280         | 0%                                                           | 0 CHF                         | 0%                                               | 0 CHF            | 0 CHF                     |
| 2002                                   | 22          | CHF 50’000  | CHF 24’720                                             | CHF 74’160                                             | CHF 25’280         | 0%                                                           | 0 CHF                         | 0%                                               | 0 CHF            | 0 CHF                     |
| 2003                                   | 23          | CHF 50’000  | CHF 25’320                                             | CHF 75’960                                             | CHF 24’680         | 0%                                                           | 0 CHF                         | 0%                                               | 0 CHF            | 0 CHF                     |
| 2004                                   | 24          | CHF 50’000  | CHF 25’320                                             | CHF 75’960                                             | CHF 24’680         | 0%                                                           | 0 CHF                         | 0 CHF                                            | 0 CHF            | 0 CHF                     |
| 2005                                   | 25          | CHF 55’000  | CHF 22’575                                             | CHF 77’400                                             | CHF 32’425         | 7%                                                           | CHF 2'269.75                  | 0%                                               | 0 CHF            | CHF 2'269.75              |
| 2006                                   | 26          | CHF 55’000  | CHF 22’575                                             | CHF 77’400                                             | CHF 32’425         | 7%                                                           | CHF 2'269.75                  | 2.5%                                             | CHF 56.74        | CHF 4'596.24              |
| 2007                                   | 27          | CHF 55'000  | CHF 23’205                                             | CHF 79’560                                             | CHF 31’795         | 7%                                                           | CHF 2'225.65                  | 2.5%                                             | CHF 114.91       | CHF 6'936.80              |
| 2008                                   | 28          | CHF 57’000  | CHF 23’205                                             | CHF 79’560                                             | CHF 33’795         | 7%                                                           | CHF 2'365.65                  | 2.75%                                            | CHF 190.76       | CHF 9'493.21              |
| 2009                                   | 29          | CHF 57’000  | CHF 23’940                                             | CHF 82’080                                             | CHF 33’060         | 7%                                                           | CHF 2'314.20                  | 2%                                               | CHF 189.86       | CHF 11'997.28             |
| 2010                                   | 30          | CHF 57’000  | CHF 23’940                                             | CHF 82’080                                             | CHF 33’060         | 7%                                                           | CHF 2'314.20                  | 2%                                               | CHF 239.95       | CHF 14'551.42             |
| 2011                                   | 31          | CHF 57’000  | CHF 24’360                                             | CHF 83’520                                             | CHF 32’640         | 7%                                                           | CHF 2'284.80                  | 2%                                               | CHF 291.03       | CHF 17'127.25             |
| 2012                                   | 32          | CHF 70’000  | CHF 24’360                                             | CHF 83’520                                             | CHF 45’640         | 7%                                                           | CHF 3'194.80                  | 1.5%                                             | CHF 256.91       | CHF 20'578.96             |
| 2013                                   | 33          | CHF 90’000  | CHF 24’570                                             | CHF 84’240                                             | CHF 59’670         | 7%                                                           | CHF 4'176.90                  | 1.5%                                             | CHF 308.68       | CHF 25'064.54             |
| dal 1º gennaio 2014 al 31 maggio 2014  | 34          | CHF 100’000 | CHF 24’570                                             | CHF 84’240                                             | CHF 59’670         | 7%                                                           | CHF 1'740.38                  | 1.75%                                            | CHF 438.63       | CHF 27'243.55             |
| dal 1º giugno 2014 al 31 dicembre 2014 | 34          | CHF 100’000 | CHF 24’570                                             | CHF 84’240                                             | CHF 59’670         | 7%                                                           | CHF 2'436.52                  | 1.75%                                            | CHF 0            | CHF 32'116.59             |
| 2015                                   | 35          | CHF 100’000 | CHF 24’570                                             | CHF 84’240                                             | CHF 59’670         | 10%                                                          | CHF 5’967                     | CHF 0                                            | CHF 0            | CHF 38'083.59             |
| 2016                                   | 36          | CHF 100’000 | CHF 24’570                                             | CHF 84’240                                             | CHF 59’670         | 10%                                                          | CHF 5’967                     | CHF 0                                            | CHF 0            | CHF 44'050.59             |
| 2017                                   | 37          | CHF 100’000 | CHF 24’570                                             | CHF 84’240                                             | CHF 59’670         | 10%                                                          | CHF 5’967                     | CHF 0                                            | CHF 0            | CHF 50'017.59             |
| 2018                                   | 38          | CHF 100’000 | CHF 24’570                                             | CHF 84’240                                             | CHF 59’670         | 10%                                                          | CHF 5’967                     | CHF 0                                            | CHF 0            | CHF 55'984.59             |
| 2019                                   | 39          | CHF 100’000 | CHF 24’570                                             | CHF 84’240                                             | CHF 59’670         | 10%                                                          | CHF 5’967                     | CHF 0                                            | CHF 0            | CHF 61'951.59             |
| 2020                                   | 40          | CHF 100’000 | CHF 24’570                                             | CHF 84’240                                             | CHF 59’670         | 10%                                                          | CHF 5’967                     | CHF 0                                            | CHF 0            | CHF 67'918.59             |
| 2021                                   | 41          | CHF 100’000 | CHF 24’570                                             | CHF 84’240                                             | CHF 59’670         | 10%                                                          | CHF 5’967                     | CHF 0                                            | CHF 0            | CHF 73'885.59             |
| 2022                                   | 42          | CHF 100’000 | CHF 24’570                                             | CHF 84’240                                             | CHF 59’670         | 10%                                                          | CHF 5’967                     | CHF 0                                            | CHF 0            | CHF 79'852.59             |
| 2023                                   | 43          | CHF 100’000 | CHF 24’570                                             | CHF 84’240                                             | CHF 59’670         | 10%                                                          | CHF 5’967                     | CHF 0                                            | CHF 0            | CHF 85'819.59             |
| 2024                                   | 44          | CHF 100’000 | CHF 24’570                                             | CHF 84’240                                             | CHF 59’670         | 10%                                                          | CHF 5’967                     | CHF 0                                            | CHF 0            | CHF 91'786.59             |
| 2025                                   | 45          | CHF 100’000 | CHF 24’570                                             | CHF 84’240                                             | CHF 59’670         | 15%                                                          | CHF 8'950.50                  | CHF 0                                            | CHF 0            | CHF 100'737.09            |
| 2026                                   | 46          | CHF 100’000 | CHF 24’570                                             | CHF 84’240                                             | CHF 59’670         | 15%                                                          | CHF 8'950.50                  | CHF 0                                            | CHF 0            | CHF 109'687.59            |
| 2027                                   | 47          | CHF 100’000 | CHF 24’570                                             | CHF 84’240                                             | CHF 59’670         | 15%                                                          | CHF 8'950.50                  | CHF 0                                            | CHF 0            | CHF 118'638.09            |
| 2028                                   | 48          | CHF 100’000 | CHF 24’570                                             | CHF 84’240                                             | CHF 59’670         | 15%                                                          | CHF 8'950.50                  | CHF 0                                            | CHF 0            | CHF 127'588.59            |
| 2029                                   | 49          | CHF 100’000 | CHF 24’570                                             | CHF 84’240                                             | CHF 59’670         | 15%                                                          | CHF 8'950.50                  | CHF 0                                            | CHF 0            | CHF 136'539.09            |
| 2030                                   | 50          | CHF 100’000 | CHF 24’570                                             | CHF 84’240                                             | CHF 59’670         | 15%                                                          | CHF 8'950.50                  | CHF 0                                            | CHF 0            | CHF 145'489.59            |
| 2031                                   | 51          | CHF 100’000 | CHF 24’570                                             | CHF 84’240                                             | CHF 59’670         | 15%                                                          | CHF 8'950.50                  | CHF 0                                            | CHF 0            | CHF 154'440.09            |
| 2032                                   | 52          | CHF 100’000 | CHF 24’570                                             | CHF 84’240                                             | CHF 59’670         | 15%                                                          | CHF 8'950.50                  | CHF 0                                            | CHF 0            | CHF 163'390.59            |
| 2033                                   | 53          | CHF 100’000 | CHF 24’570                                             | CHF 84’240                                             | CHF 59’670         | 15%                                                          | CHF 8'950.50                  | CHF 0                                            | CHF 0            | CHF 172'341.09            |
| 2034                                   | 54          | CHF 100’000 | CHF 24’570                                             | CHF 84’240                                             | CHF 59’670         | 15%                                                          | CHF 8'950.50                  | CHF 0                                            | CHF 0            | CHF 181'291.59            |
| 2035                                   | 55          | CHF 100’000 | CHF 24’570                                             | CHF 84’240                                             | CHF 59’670         | 18%                                                          | CHF 10'740.60                 | CHF 0                                            | CHF 0            | CHF 192'032.19            |
| 2036                                   | 56          | CHF 100’000 | CHF 24’570                                             | CHF 84’240                                             | CHF 59’670         | 18%                                                          | CHF 10'740.60                 | CHF 0                                            | CHF 0            | CHF 202'772.79            |
| 2037                                   | 57          | CHF 100’000 | CHF 24’570                                             | CHF 84’240                                             | CHF 59’670         | 18%                                                          | CHF 10'740.60                 | CHF 0                                            | CHF 0            | CHF 213'513.39            |
| 2038                                   | 58          | CHF 100’000 | CHF 24’570                                             | CHF 84’240                                             | CHF 59’670         | 18%                                                          | CHF 10'740.60                 | CHF 0                                            | CHF 0            | CHF 224'253.99            |
| 2039                                   | 59          | CHF 100’000 | CHF 24’570                                             | CHF 84’240                                             | CHF 59’670         | 18%                                                          | CHF 10'740.60                 | CHF 0                                            | CHF 0            | CHF 234'994.59            |
| 2040                                   | 60          | CHF 100’000 | CHF 24’570                                             | CHF 84’240                                             | CHF 59’670         | 18%                                                          | CHF 10'740.60                 | CHF 0                                            | CHF 0            | CHF 245'735.19            |
| 2041                                   | 61          | CHF 100’000 | CHF 24’570                                             | CHF 84’240                                             | CHF 59’670         | 18%                                                          | CHF 10'740.60                 | CHF 0                                            | CHF 0            | CHF 256'475.79            |
| 2042                                   | 62          | CHF 100’000 | CHF 24’570                                             | CHF 84’240                                             | CHF 59’670         | 18%                                                          | CHF 10'740.60                 | CHF 0                                            | CHF 0            | CHF 267'216.39            |
| 2043                                   | 63          | CHF 100’000 | CHF 24’570                                             | CHF 84’240                                             | CHF 59’670         | 18%                                                          | CHF 10'740.60                 | CHF 0                                            | CHF 0            | CHF 277'956.99            |
| 2044                                   | 64          | CHF 100’000 | CHF 24’570                                             | CHF 84’240                                             | CHF 59’670         | 18%                                                          | CHF 10'740.60                 | CHF 0                                            | CHF 0            | CHF 288'697.59            |
| 2045                                   | 65          | CHF 100’000 | CHF 24’570                                             | CHF 84’240                                             | CHF 59’670         | 18%                                                          | CHF 10'740.60                 | CHF 0                                            | CHF 0            | CHF 299'438.19            |

#### Esempio di una rendita d'invalidità parziale
Se il signor Campione ha diritto solo ad una rendita d'invalidità parziale, mentre tutti gli altri parametri rimangono uguali, ne consegue il seguente calcolo:
| grado d'invalidità in percentuale | rendita d'invalidità in percentuale | rendita d'invalidità in CHF |
| --------------------------------- | ----------------------------------- | --------------------------- |
| 70 %                              | 100 %                               | CHF 20'361.80               |
| 60 %                              | 75 %                                | CHF 15'271.35               |
| 50 %                              | 50 %                                | CHF 10'180.90               |
| 40 %                              | 25 %                                | CHF 5'090.45                |

L'avere di vecchia di CHF 299'438.19 viene moltiplicato con l'aliquota di conversione del 6,8%, che vale per la rendita di vecchia obbligatoria al 65º anno di età:
CHF 299'438.19 * 6,8% = CHF 20'361.80
L'annuale rendita obbligatoria d'invalidità del signor Campione ammonta dunque a CHF 20'361.80.
Se il signor Campione ha diritto solo ad una rendita d'invalidità parziale, mentre tutti gli altri parametri rimangono uguali, ne consegue il seguente calcolo:
| grado d'invalidità in percentuale | rendita d'invalidità in percentuale | rendita d'invalidità in CHF |
| --------------------------------- | ----------------------------------- | --------------------------- |
| 70 %                              | 100 %                               | CHF 20'361.80               |
| 60 %                              | 75 %                                | CHF 15'271.35               |
| 50 %                              | 50 %                                | CHF 10'180.90               |
| 40 %                              | 25 %                                | CHF 5'090.45                |

### Estinzione del diritto alla rendita d'invalidità
La prestazione obbligatoria d'invalidità si estingue come di seguito:
- con la morte dell'invalido[18]
- con la cessazione dell'invalidità[18]
- per i beneficiari di indennità giornaliere dell'assicurazione contro la disoccupazione, che quindi sono assicurati obbligatoriamente ai sensi della previdenza professionale per i rischi di morte e d'invalidità, con il sorgere del diritto alle prestazioni di vecchiaia[19]
- per gli assicurati che hanno cessato di essere assoggettati all'assicurazione obbligatoria continua volontariamente l'intera previdenza professionale nella stessa estensione con il sorgere del diritto alle prestazioni di vecchiaia[20]

Se la rendita d'invalidità dell'AI è ridotta o soppressa in seguito ad un abbassamento del grado d'invalidità, l'assicurato rimane comunque assicurato nel secondo pilastro, alle stesse condizioni, per tre anni, se prima della riduzione o della soppressione della rendita d'invalidità dell'AI
- ha partecipato a provvedimenti dell'integrazione ai sensi dell'art. 8 LAI
- o che la rendita gli sia stata ridotta o soppressa in seguito alla ripresa dell'attività lucrativa o dell'aumento del grado di occupazione[21].

Ciò però non vale nei casi di una sindrome senza patogenesi od eziologia chiare e senza causa organica comprovata. In questi casi le prestazioni d'invalidità della previdenza professionale vengono soppresse nello stesso momento come nel primo pilastro.

## Invalidità nel campo sopraobbligatorio

### Diritto alle prestazioni
Nel campo della previdenza superiore ai minimi legali gli istituti di previdenza possono definire il concetto d'invalidità nei propri statuti o regolamenti.
Possono far uso del concetto d'invalidità dell'assicurazione obbligatoria anche per il campo sopraobbligatorio oppure lo possono definire autonomamente. Per esempio possono definire che solo da un'incapacità di lavoro con causa fisica o mentale  (ma non psichica) ne consegue un'invalidità. Una prestazione d'invalidità può presupporre un grado d'invalidità del 40% come nel campo obbligatorio oppure un grado inferiore a questo – ad esempio il 25% –.
La rendita obbligatoria d'invalidità sopraobbligatoria può essere calcolata – come in quella obbligatoria – secondo il primato dei contributi o – in pratica nella maggior parte dei casi – nel primato delle prestazioni.

### Esempi di una prestazione d'invalidità secondo il primato dei contributi
Esempio 1: Il signor Campione è nato il 1º marzo 1980. Dal 1997 lavora per la X SA. Secondo la disposizione definitiva dell'ufficio AI è del tutto incapace di lavorare a partire dal 1º giugno 2014 a causa di un danno psichico.
Secondo il regolamento dell'istituto di previdenza è assicurato fin dall'inizio un salario di CHF 100'000 e l'assicurazione sopraobbligatoria ha per il resto le stesse definizioni del campo obbligatorio della previdenza. Gli accrediti di vecchiaia e gli interessi corrispondono a quelli della LPP. La detrazione inferiore del salario coordinato corrisponde a quello della LPP.
Esempio 2: A differenza dell'esempio 1 il regolamento della previdenza prevede soltanto una prestazione d'invalidità sopraobbligatoria, se l'incapacità di lavoro si basa su un danno fisico o mentale. In questo caso il signor Campione ha diritto soltanto ad una prestazione d'invalidità obbligatoria.

#### Esempio di una prestazione d'invalidità nel primato delle prestazioni
Il signor Campione è nato il 1º marzo 1980. Dal 1997 lavora per la X SA. Secondo la disposizione definitiva dell'ufficio AI è del tutto incapace di lavorare a causa di un danno psichico a partire dal 1º giugno 2014. Secondo il regolamento di previdenza è assicurato un salario di CHF 100'000.--. Una prestazione d'invalidità intera corrisponde al 60% del salario assicurato.